# Hiwweltour Stadecker Warte
Die Hiwweltour Stadecker Warte ist ein vom Deutschen Wanderverband zertifizierter 9,9 km langer Rundwanderweg bei Stadecken-Elsheim in Rheinland-Pfalz. Der Weg gehört zu den sogenannten „Hiwweltouren“, die neben dem Rheinterrassenweg und verschiedenen Themenwanderwegen zu den Wanderwegen in Rheinhessen gehören.

## Charakteristik
Namensgebend diese Hiwweltour ist die Stadecker Warte, ein Weinbergshäuschen in den Weinbergen oberhalb von Stadecken-Elsheim. Zudem bietet die Wanderung mehrere Panoramablicke und Terroir-Bodenprofile mit zugehörigen Infotafeln, wodurch Informationen über die Geologie der Region und ihre Bedeutung für den Weinanbau vermittelt werden. Die Landschaft reicht von Feldern und einem angrenzenden Waldstück bis hin zu Weinbergen, Wiesen und dem Saubach im Tal.

## Verlauf
Start- und Zielpunkt der Wanderung ist der Parkplatz an den Tennisplätzen in Stadecken-Elsheim. Von dort aus geht es ein kurzes Stück an der Landstraße vorbei, bevor der Weg am Alten Friedhof von Hedesheim vorbeiführt und an Pferdekoppeln, Feldern und einem Quellwald entlang den ersten Anstieg zum Rastplatz „Auf dem Emel“ bewältigt. Von dort aus geht es weiter am Waldrand vorbei in die Weinberge. Hier bietet der Rundweg Ausblicke auf die umliegenden Ortschaften und Weinberge und lädt zur Rast am Wingertshaus Schindegaul oder am Tisch des Weines ein. Unterhalb des Tischs des Weines liegt ein Terroir-Bodenprofil mit dazugehöriger Infotafel. Der Weg führt weiter durch die Weinberge in Richtung Stadecker Warte, die man mit einem kleinen Abstecher aus der Nähe betrachten kann. Ein letzter Aufstieg führt den Weg zu einem Pavillon mitten im Wingert, bevor es wieder bergab durch Wiesen und Koppeln geht. Der letzte Teil des Rundwegs führt vorbei am renaturierten Saubach zurück zum Parkplatz am Tennisplatz in Stadecken-Elsheim. Einkehrmöglichkeiten finden sich in verschiedenen Weingütern in beiden Ortsteilen von Stadecken-Elsheim.

## Sehenswürdigkeiten
- Stadecker Warte
- Pavillon im Wingert
- Terroir-Bodenprofile
- Saubach